# Sant Pere del Castell (Corbera)
Sant Pere del Castell, o Santa Maria, o la Mare de Déu de Pera, és l'antiga església parroquial del poble de Corbera, en el nucli de Corbera de Dalt, o d'Amunt, de la comarca del Rosselló, a la Catalunya Nord.
Està situada al cim del turó que domina el poble de Corbera, on hi havia hagut el nucli primigeni de la comuna, ara en ruïnes. És al costat nord-est del Castell de Corbera.